# District historique de Cape Lookout Village
Le district historique de Cape Lookout Village – ou Cape Lookout Village Historic District en anglais – est un district historique américain situé dans le comté de Carteret, en Caroline du Nord. Protégé au sein du Cape Lookout National Seashore, il est inscrit au Registre national des lieux historiques depuis le 3 juin 2000. Il comprend notamment le phare du cap Lookout, lui-même inscrit depuis le 18 octobre 1972.